# Giovanni Domenico di Santa Chiara
Giovanni Domenico di Santa Chiara OCD, auch Michele Antonio Chiavassa, (* 1. März 1710 in Racconigi; † 25. Januar 1772) war ein römisch-katholischer Bischof italienischer Herkunft.
Am 6. April 1728 trat er den Unbeschuhten Karmelitern bei. Papst Benedikt XIV. ernannte ihn am 15. Juni 1756 zum Apostolischen Vikar von Groß Mogul und Titularbischof von Assuras. Am 30. November 1757 weihte Tomasz Ignacy Zienkowicz, Weihbischof in Vilnius, ihn zum Bischof.